# Tournoi de Varsovie
Le tournoi de Varsovie est une compétition de judo organisée tous les ans à Varsovie en Pologne par l'EJU (European Judo Union) faisant partie de la Coupe du monde de judo masculine ou féminine en fonction des années. Elle se déroule fin février ou début mars.
Le tournoi est organisé à Katowice en 1991 et 2017.

## Palmarès masculin
| European Open | European Open          | European Open       | European Open         | European Open        | European Open          | European Open         | European Open        |
| Année         | -60 kg                 | -66 kg              | -73 kg                | -81 kg               | -90 kg                 | -100 kg               | +100 kg              |
| ------------- | ---------------------- | ------------------- | --------------------- | -------------------- | ---------------------- | --------------------- | -------------------- |
| 2019          | Oruj Valizada          | Sacha Flament       | Oleg Babgoev          | Dominik Družeta      | Marko Bubanja          | Clément Delvert       | Jur Spijkers         |
| 2017          | Daniel Ben David       | Bogdan Iadov        | Javier Ramírez        | Matthias Casse       | Piotr Kuczera          | Aaron Fara            | Maciej Sarnacki      |
| 2015          | Sharafuddin Lutfillaev | An Baul             | Odbayar Ganbaatar     | Wang Ki-chun         | Gwak Dong-han          | Mikhail Kosyashnikov  | Maciej Sarnacki      |
| 2013          | Yeldos Smetov          | Georgii Zantaraia   | Nugzar Tatalashvili   | Levan Tsiklauri      | Marc Odenthal          | Or Sasson             | Sergey Prokin        |
| World Cup     |                        |                     |                       |                      |                        |                       |                      |
| Année         | -60 kg                 | -66 kg              | -73 kg                | -81 kg               | -90 kg                 | -100 kg               | +100 kg              |
| 2011          | Ashley McKenzie        | Armen Nazarian      | Benjamin Darbelet     | Loic Pietri          | Roberto Meloni         | Cyrille Maret         | Stanislav Bondarenko |
| 2009          | Elio Verde             | Kim Joo-jin         | Kim Won-jung          | Siarhei Shundzikau   | Tamás Madarász         | Ariel Zeevi           | Ihar Makarau         |
| 2007          | Ruslan Kishmakhov      | João Derly          | Salamu Mezhidov       | Alain Schmitt        | Irakli Tsirekidze      | Przemyslaw Matyjaszek | Alexander Mikhailin  |
| 2005          | Craig Fallon           | Tomasz Adamiec      | Ákos Braun            | Siarhei Shundzikau   | Henk Grol              | Juri Rybak            | Andreas Toelzer      |
| A-Tournament  |                        |                     |                       |                      |                        |                       |                      |
| Année         | -60 kg                 | -66 kg              | -73 kg                | -81 kg               | -90 kg                 | -100 kg               | +100 kg              |
| 2003          | Albert Techov          | Elchin Ismayilov    | Krzysztof Wilkomirski | Nuno Delgado         | Przemyslaw Matyjaszek  | Antal Kovács          | Yevgeni Sotnikov     |
| 2002          | João Derly             | Miklós Ungvári      | Gennadiy Bilodid      | Elkhan Rajabli       | Sergei Kukharenka      | Mario Sabino          | Ernesto Pérez        |
| Open          |                        |                     |                       |                      |                        |                       |                      |
| Année         | -60 kg                 | -66 kg              | -73 kg                | -81 kg               | -90 kg                 | -100 kg               | +100 kg              |
| 2001          | Elchin Ismayilov       | Jaroslaw Lewak      | Gennadiy Bilodid      | Alexei Budolin       | Rasul Salimov          | Pawel Nastula         | Andreas Toelzer      |
| 2000          | Franck Chambily        | Giorgi Vazagashvili | Garri Aivazyan        | Mekhman Azizov       | George Gugava          | Iveri Jikurauli       | Ernesto Pérez        |
| 1999          | Kenji Uematsu          | Kiyoshi Uematsu     | Gennadiy Bilodid      | Bronislaw Wolkowicz  | Khasanbi Taov          | Martin Padar          | Ernesto Pérez        |
| 1998          | Masato Uchishiba       | Aleksandr Shlyk     | Boldbaatar Khalium    | Stéphane Nomis       | Adrian Croitoru        | Stéphane Traineau     | Jérôme Dreyfus       |
| Année         | -60 kg                 | -65 kg              | -71 kg                | -78 kg               | -86 kg                 | -95 kg                | +95 kg               |
| 1997          | Piotr Kamrowski        | Aleksandr Shlyk     | Kosztasz Haronisz     | Gennadiy Bilodid     | Algimantas Merkevicius | Jaroslaw Pozdzik      | Pan Song             |
| 1996          | Nigel Donohue          | Giorgi Revazishvili | Sergey Kolesnikov     | Patrick Bouras       | Ryan Birch             | Pawel Nastula         | Sergey Kosorotov     |
| 1995          | Piotr Kamrowski        | Igor Koliev         | Boldbaatar Khalium    | Alexey Sharunov      | Han Young-ho           | Pawel Nastula         | Rafał Kubacki        |
| 1994          | Sergey Chernukhin      | Miklós Illyés       | Patrick Rosso         | Johan Laats          | Skander Hachicha       | Pawel Nastula         | Harry Van Barneveld  |
| 1993          | Piotr Kamrowski        | Vladimir Drachko    | Sergey Kosmynin       | Edelmar Branco Zanol | Oleg Maltsev           | Dmitry Sergeev        | Rafał Kubacki        |
| 1992          | Mihály Tar             | Amiran Totikashvili | Josef Vensek          | Zsolt Zsoldos        | Ben Spijkers           | Pawel Nastula         | László Tolnai        |
| 1990          | S. Yunevich            | Ruslan Gamzatov     | German Abdulaev       |                      | Sergey Reznichenko     | Andrey Popov          |                      |
| 1989          | Jerzy Banasczyk        | Piotr Sadowski      | Mike Schulz           | Murat Tyulparov      | Waldemar Legien        | Jirí Sosna            | Jörg Bruemmer        |

## Palmarès féminin
| European Open | European Open        | European Open        | European Open          | European Open        | European Open            | European Open       | European Open        |
| Année         | -48 kg               | -52 kg               | -57 kg                 | -63 kg               | -70 kg                   | -78 kg              | +78 kg               |
| ------------- | -------------------- | -------------------- | ---------------------- | -------------------- | ------------------------ | ------------------- | -------------------- |
| 2018          | Gerelmaa Erdenetsogt | Karolina Pieńkowska  | Arleta Podolak         | Inbal Shemesh        | Michaela Polleres        | Maike Ziech         | Anastasiia Sapsai    |
| 2016          | Noa Minsker          | Tsolmon Adiyasambuu  | Arleta Podolak         | Mungunchimeg Baldorj | Katarzyna Kłys           | Beata Pacut         | Vanessa Zambotti     |
| 2014          | Maryna Cherniak      | Petra Nareks         | Telma Monteiro         | Rotem Shor           | Margaux Pinot            | Guusje Steenhuis    | Odkhuu Javzmaa       |
| World Cup     |                      |                      |                        |                      |                          |                     |                      |
| Année         | -48 kg               | -52 kg               | -57 kg                 | -63 kg               | -70 kg                   | -78 kg              | +78 kg               |
| 2012          | Oiana Blanco         | An Kum-ae            | Viola Waechter         | Gévrise Emane        | Sol Kyong                | Audrey Tcheumeo     | Idalis Ortiz-Boucurt |
| 2010          | Amélie Rosseneu      | Aynur Samat          | Corina Caprioru        | Esther Stam          | Iljana Marzok (de)       | Abigel Joo          | Eva Bisseni          |
| 2008          | Yanet Bermoy         | Anna Kharitonova     | Deborah Gravenstijn    | Anaisis Hernandez    | Mayra Aguiar             | Xia Liu             | Yuan Hua             |
| 2006          | Emi Yamagishi        | Natsuko Kimijima     | Isabel Fernandez       | Nozomi Hirai         | Gévrise Emane            | Céline Lebrun       | Tea Dongouzachvili   |
| A-Tournament  |                      |                      |                        |                      |                          |                     |                      |
| Année         | -48 kg               | -52 kg               | -57 kg                 | -63 kg               | -70 kg                   | -78 kg              | +78 kg               |
| 2004          | Alina Dumitru        | Raffaella Imbriani   | Yvonne Boenisch        | Driulis Gonzalez     | Edith Bosch              | Anastasia Matrosova | Tea Dongouzachvili   |
| 2002          | Vanesa Arenas        | Barbara Bukowska     | Isabel Fernandez       | Danuse Zdenkova      | Ursula Martin            | Barbara Wojcicka    | Françoise Harteveld  |
| Open          |                      |                      |                        |                      |                          |                     |                      |
| Année         | -48 kg               | -52 kg               | -57 kg                 | -63 kg               | -70 kg                   | -78 kg              | +78 kg               |
| 2001          | Vanesa Arenas        | Barbara Krzywda      | Alexa Von Schwichow    | Danielle Vriezema    | Nicky Boontje            | Céline Lebrun       | Karina Bryant        |
| 2000          | Amarilis Savón       | Legna Verdecia       | Driulis Gonzalez       | Anja Von Rekowski    | Andrea Pokorná-Pazoutova | Heidi Rakels        | Katja Gerber         |
| 1999          | Ilse Heylen          | Miren Leon           | Marzena Wegrzyn        | Cheryle Peel         | Ursula Martin            | Heidi Rakels        | Simone Callender     |
| 1998          | Sylvie Meloux        | Inge Clement         | Sophie Lutyn           | Miriam Blasquez      | Karin Kienhuis           | Anastasia Matrosova | Françoise Harteveld  |
| Année         | -48 kg               | -52 kg               | -56 kg                 | -61 kg               | -66 kg                   | -72 kg              | +72 kg               |
| 1997          | Virginie L'Hermitte  | Joanna Piasecka      | Beata Kucharzewska     | Sara Álvarez         | Irena Tokarz             | Si Qinhuari         | Cindy Sneevliet      |
| 1996          | Joyce Heron          | Nicole Flagothier    | Nicola Fairbrother     | Tatyana Bogomyakova  | Elena Kotelnikova        | Uta Kuehnen         | Beata Maksymow       |
| 1995          | Justina Pinheiro     | Marie-Claire Restoux | Marisa Pedulla         | Miriam Blasco        | Isabelle Beauruelle      | Carine Varlez       | Heba Hefny           |
| 1994          | Yolanda Soler        | Christel Deliège     | Marisabel Lomba        | Karine Petit         | Andrea Bachofner         | Ulla Werbrouck      | Beata Maksymow       |
| 1993          | Olga Krutolevich     | Paula Saldanha       | Aneta Przybysz         | Aneta Szczepanska    | Viktoria Gordeeva        | Adrienne Horváth    | Beáta Walczak        |
| 1992          | Dolores Veguillas    | Almudena Muñoz       | Maria Gontowicz-Szałas | Irena Tokarz         | Elena Kotelnikova        | Cristina Curto      | Svetlana Gundarenko  |